# 约瑟夫·格赖纳
约瑟夫·格莱纳（德語：Josef Greiner，1886年6月28日—1971年9月4日）是位奥地利作家，据信希特勒在维也纳居住期間与约瑟夫·格赖纳熟识，约瑟夫·格赖纳后出版了两部以此为题材的回忆录。

## 生平
1886年，生于施泰爾馬克州。1908年左右，他搬到了維也納，通过从事各种工作谋生，其中包括绘制标牌，以及为一家卡巴萊剧院当点灯人。
他在1910年1月至4月间住在默尔德曼街宿舍，他就是在这时认识了阿道夫·希特勒，后者于1910年2月搬进宿舍，一直住到1913年。1939年，美国杂志新共和刊登了赖因霍尔德·哈尼施寫的一篇短文中提到格赖纳和希特勒在上述时期曾一度一起工作，內容是是在旧锡罐中装满涂料，之后再走街串巷地去推销。
1938年，格赖纳出版了《他的奋斗与胜利：对阿道夫·希特勒的回忆录》（Sein Kampf und Sieg. Eine Erinnerung an Adolf Hitler）。他在书中称自己在希特勒住在默尔德曼街宿舍时认识他。他称赞希特勒是“天才”、“弥赛亚”。格赖纳将自己的样书送给了希特勒、贝尼托·墨索里尼、约瑟夫·戈培尔以及赫尔曼·戈林，称可以对此书进行大批量印刷，用于纳粹的政治宣传；格赖纳盼望着借此暴富。他还吹嘘自己是个成功商人，是納粹德國经济部部长的理想人选。但希特勒却命令出版方将样书全部捣成纸浆。当时的纳粹党文件将格赖纳称作“敲诈勒索者”，格赖纳自1938年5月起就反复要求加入纳粹党，但均被拒绝。
納粹德國消亡後，格赖纳为报当年被纳粹拒之门外之仇而稱自己是抵抗战士。格赖纳亦自称是奥地利抵抗运动的一位英勇领袖，这似乎也不合情理。1947年，他出版了《希特勒神话的终结》（Das Ende des Hitler-Mythos）一书。格赖纳又给约瑟夫·斯大林送去了一本样书，主动提出要为促进苏德经济关系而效劳。

## 格赖纳笔下的希特勒
《希特勒神话的终结》中的一些对希特勒一生的描写含有明显错误。例如格赖纳说希特勒于1907至1908年间身在维也纳，而其实希特勒当时尚生活在林茨。他还在书中讲过几个希特勒在当时就已显露出反犹倾向的故事，比如他用臭虫戏弄波兰犹太人，给小孩吃“雅利安巧克力”。格赖纳还声称希特勒有一次曾试图强奸模特。他还说希特勒的梅毒是被一个利奥波德城的妓女传染的。他甚至还说希特勒并未在1945年自杀，而是乘飞机逃离了柏林。

## 对格赖纳的著作的历史学价值的评估
1956年，弗朗茨·耶辛格称格赖纳的那些说法是“极其明显的谎言”。
加拿大史学家罗伯特·G·L·怀特得出的结论是，格赖纳根本就不认识希特勒，众多史学家都愿意将格赖纳的著作内容当真的原因是赖因霍尔德·哈尼施曾提到希特勒有个伙伴叫格赖纳。